# نجم أحمر تيجاردن
نجم تيجاردن أو قزم احمر تيجاردن  (بالإنجليزية: Teegardens Star) ويسمى أيضا SO0253+1652 هو نجم عبارة عن قزم أحمر في كوكبة الحمل.تبلغ شدة سطوعه 15 قدر ظاهري وله حركة ذاتية غير عادية، ويعتبر قريبا من الشمس. يبلغ بعده عنا نحو 5و12 سنة ضوئية، وهو من ضمن أقرب عشرين نجم للشمس، طبقا لقائمة أقرب النجوم إلينا.
اكتشفت مجموعة العلماء العاملة تحت إشراف العالم الفلكي «تيجاردن» القزم الأحمر تيجاردن أثناء فحصهم لصور في برنامج «تتبع النيازك القريبة من الأرض» Near Earth Asteroid Tracking . ولكن القزم الأحمر هذا عبارة عن نجم صغير يبعد عن الشمس نحو 5و12 سنة ضوئية.

## خصائصه

يظهر نجم Teegarden الحركة المناسبة كل عامين.

قزم أحمر وتبلغ كتلته ما يعادل 0.08 كتلة شمسية  وهو فقط فوق الحد الأعلى للنجوم التي تصنف على أنها أقزام بنية. انخفاض درجة حرارته الكامنة في مثل هذه الأجرام يفسر لماذا لم تكتشف في وقت سابق. تبلغ شدة لمعانه الظاهرية 15.40 قدر ظاهري وقدره المطلق 17.22. ومثل معظم الأقزام الحمراء والبنية ينبعث منه طيف غني بالأشعة تحت الحمراء.
|

## البحث عن الكواكب
تم فحص حول النجم الأحمر تيجاردن في عام 2010 بحثا عن كواكب خارجية قد تدور حول النجم باستخدام طريقة السرعة الشعاعية. وعلى الرغم من اكتشاف التغييرات في السرعة الشعاعية، فأن البيانات غير كافية لتأكيد وجود كوكب في مدار حول النجم.
لتعيين بُعده عنا تم قياس اختلاف المنظر مبدئيًا على أنه 0.43 ± 0.13 ثانية قوسية. كان هذا سيضع بعده عنا بمقدار 7.50 سنة ضوئية فقط، مما يجعل نجم تيغاردن فقط من نظام النجوم الثالث حسب ترتيب المسافة من الشمس، أي أن ترتيبه يقع بين نجم بارنارد ووولف 359. ولكن شدة لمعانه الشاذة البالغة 5و18 وعدم التأكد بالنسبة إلى القياس بطريقة اختلاف المنظر تشير أنه لا بد أن يكون أبعد من ذلك، ومع ذلك فهو لا يزال أحد أقرب جيران الشمس.
في عام 2009 قام جورج جاتوود بإجراء قياسات أكثر دقة لاختلاف المنظر وكان مقداره 0.2593 ثانية قوسية، مما أسفر عن مسافة أكثر دقة الآن وهي 12.578 سنة ضوئية.

## نظام الكواكب

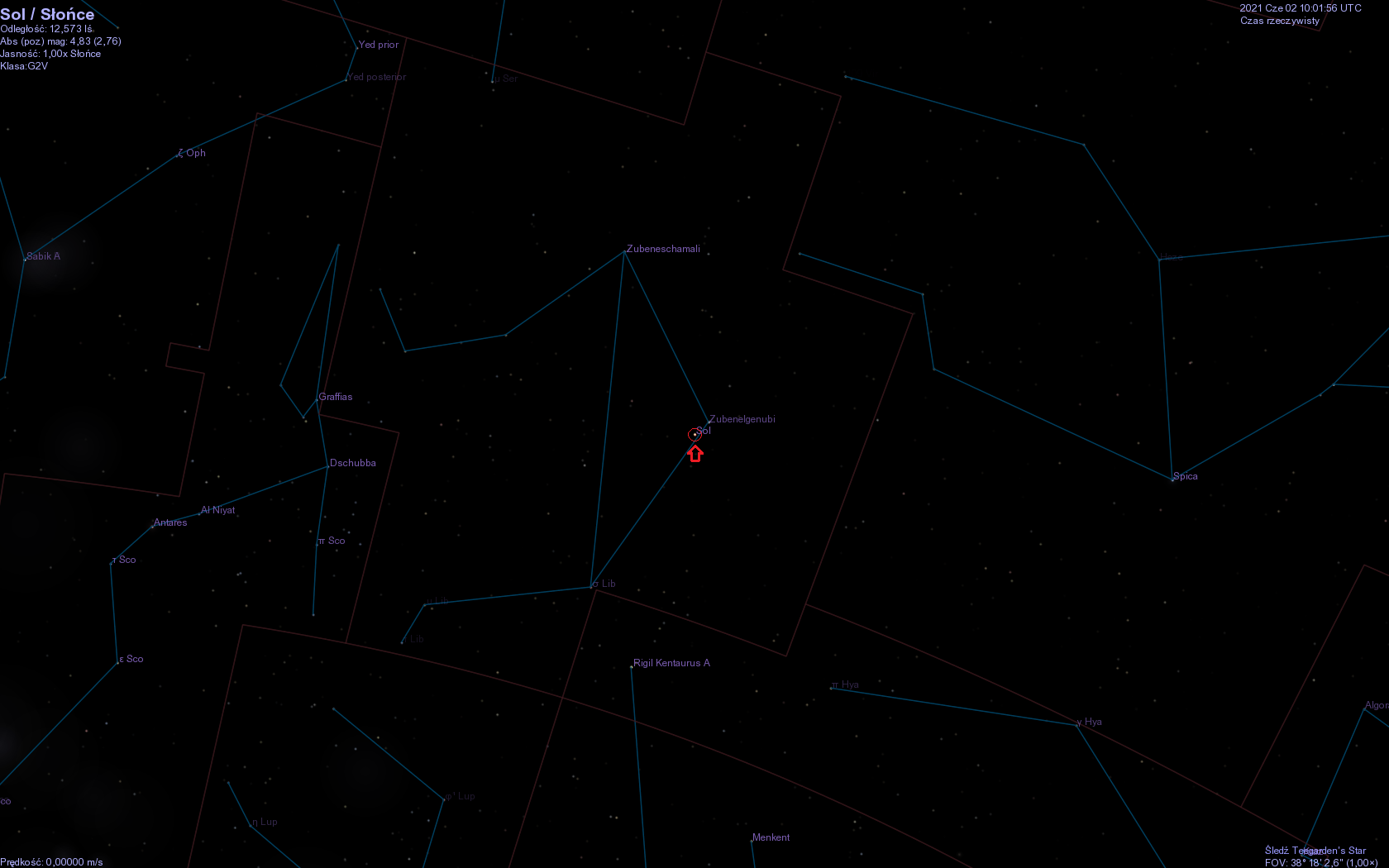
الشمس كما ترى من نجم تيجاردن. ويمكن رؤيته بين نجوم برج الميزان.

أظهرت المشاهدات التي أجراها مسح (ROPS) في عام 2010، والذي نُشر في عام 2012، تباينًا في السرعة الشعاعية لنجم تيحاردن، ولم تشير البيانات غير كافية إلى وجود كوكب حوله في ذلك الوقت. <! - يستخدم المصدر «الاسم» "SO J025300.5 + 165258" ->
وطبقا لبحث حديث في يونيو 2019 أعلن العلماء الذين أجروا مسح كارمن في مرصد كالار ألتو قدموا دليلًا على وجود اثنين من الكواكب الخارجية ذات الكتلة الأرضية يدوران حول النجم داخل المنطقة الصالحة للحياة؛ (اسم المرجع = "CARMENES"). اكتشف الكوكب«تيجاردن ب» في مدار داخل المنطقة الصالحة للسكن - تلك المنطقة تكافئ في النظام الشمسي سيكون بين الأرض والزهرة - بينما يدور الكوكب «تيجاردن سي» على الحافة الخارجية الصالحة للسكن؛ على غرار المريخ.
وفقًا لمجموعة من الباحثين، الذين كانوا يدرسون هذا النجم تحديدًا، كان من الممكن أن يكون كلا الكوكبين قد حافظا على جو كثيف، وبالتالي سيكون هناك احتمال كبير أن يحتوي أحدهما على الأقل على مياه سائلة. ومع ذلك، هناك مجموعة أخرى من العلماء، الذين يبحثون عن كواكب بحجم الأرض بشكل عام في المناطق الصالحة للحياة من النجوم، أعطوا الكوكب تيجاردن بي حتمالا بنسبة 3 ٪ ، و تيجاردن سي  احتمالا بنسبة 2 ٪ فقط ليكون حتى محتفظا بغلافه الجوي.

## اقرأ أيضا
- قنطور الأقرب
- وولف 359
- غلييزا 581
- واي زد قيطس
- تاو قيطس
- قائمة أقرب النجوم إلينا
- روس 128
- نجم جرومبريدج 1830